# Італійські війни
Італійські війни (1494—1559) — низка військових конфліктів між Францією, Іспанією і Священною Римською імперією за участю інших держав Європи (Англія, Шотландія, Швейцарія, Османська імперія, Венеція, Папська область і італійські міста-держави) за володіння Італією і гегемонію в Європі. Виникнувши як династична суперечка за престол Неаполітанського королівства, Італійські війни швидко перетворилися на загальноєвропейський конфлікт. З 1520-х років головною складовою цього конфлікту стала боротьба між Францією і Габсбургами за домінування в Західній Європі.
Військові дії проходили, в основному, на території Італії, а також в Нідерландах. Політичним підсумком воєн став перехід Італії під владу Іспанії, закріплення її роздробленості і витіснення італійських держав на периферію європейських міжнародних відносин.

## Передумови
У 1454 році після серії воєн між Венецією, Міланом і Флоренцією за владу в Північній Італії був укладений Лодійський мир, до якого незабаром приєднались Папа Римський, Неаполітанське королівство та інші італійські держави. Була утворена Італійська ліга, члени якої зобов'язалися відмовитися від вирішення конфліктів військовою силою і не укладати союзів з третіми державами.
Метою ліги було встановлення рівноваги на Апеннінському півострові та утримання Франції за межами Італії. Протягом тридцяти років ліга успішно виконувала свої завдання і, за винятком невеликих сутичок, в Італії панував мир. Однак в 1490-х роках ситуація змінилася. У 1492 році помер Лоренцо Медічі, один з головних архітекторів системи італійської рівноваги, і у Флоренції став правити непопулярний П'єро Медічі, який вороже ставився до Мілану та був пасивним в протистоянні з Францією.
У тому ж році римським папою був обраний Олександр VI Борджіа, головною метою політики якого стало створення в Середній Італії держави для роду Борджіа. Уже в 1493 році Олександр VI разом з Венецією і Міланом організував Лігу Святого Марка проти Неаполітанського королівства, який підтримав клан Орсіні — головних конкурентів сімейства Борджіа в Папській області.

## Початковий період

### Перша італійська війна (1494—1495)

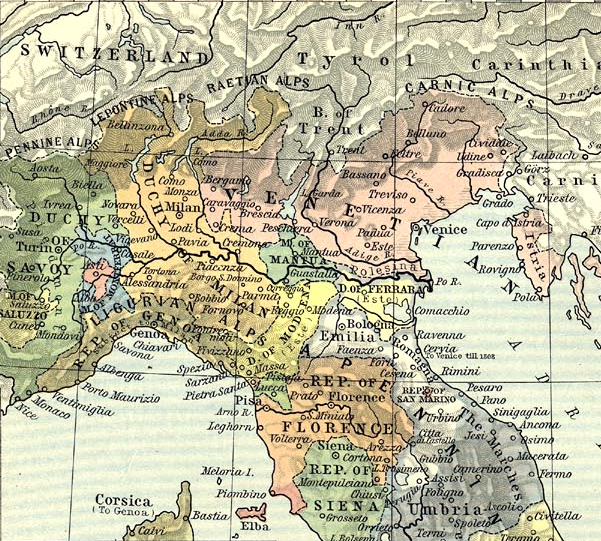
Північна Італія в 1494 році

Після смерті неаполітанського короля Фернандо I в 1494 році претензії на престол Неаполя заявив французький король Карл VIII, який доводився родичем монархам Анжу-Сицилійської династії, яка правила в Неаполітанському королівстві в 1266—1442 роках. Ці претензії були підтримані герцогом Міланським Лодовіко Моро, а також папою Олександром VI, який конфліктував з Неаполем. Французькі війська вторглися в Італію, підпорядкували Флоренцію і, практично не зустрічаючи опору, в 1495 році зайняли Неаполь. Однак проти Франції незабаром склалася Венеційська ліга італійських держав, які побоювались надмірного посилення французького впливу на півострові. До ліги приєдналися імператор Священної Римської імперії Максиміліан I і король Арагона Фердинанд II. Під загрозою опинитися відрізаним від Франції і, можливо, через поширення сифілісу серед його солдатів, Карл VIII покинув Неаполь. 6 липня 1495 французькі війська зустрілися з армією Венеційської ліги в битві при Форново, і не зумівши здобути перемогу, повернулись до Франції. У 1496 році іспанські війська очистили територію Італії від французьких гарнізонів, що залишалися в фортецях, а гарнізон в Неаполі капітулював. Призначений Карлом VIII віце-королем Неаполя, герцог Монпансьє помер від чуми, а генерал Обіньє привів до Франції залишки французьких гарнізонів.
Розгром Неаполітанського королівства викликав крах балансу сил на Апеннінському півострові. Між італійськими державами почалися зіткнення, які вилилися у збройні конфлікти: війна між Флоренцією і Пізою (з 1494 року) боротьба між папою і домом Орсіні, початок захоплень Чезаре Борджіа комун і сеньйорій Середньої Італії. З іншого боку, королі Франції також не бажали відмовлятися від своїх планів по захопленню італійських територій.

### Друга італійська війна (1499—1504)
У 1498 році королем Франції став Людовик XII, колишній герцог Орлеанський, який як онук Валентини Вісконті пред'явив претензії на Міланське герцогство. Франція уклала союз з Венецією проти Мілана і Габсбургів та привернула на свою сторону Савою, Флоренцію і папу Олександра VI. У липні 1499 року французька армія вторглася в Ломбардію і практично без опору зайняла Мілан. Герцог Людовіко іль Моро втік до Тіролю, де за допомогою імператора Максиміліана I набрав невелику армію з швейцарських найманців і в 1500 році відбив свою столицю. Однак незабаром французи здобули верх над швейцарцями і полонили Лодовіко Моро. Ломбардія перейшла під владу Франції, а Людовик XII проголосив себе герцогом Міланським.
Успіхи в Північній Італії дозволили королю Франції відновити свої претензії на Неаполь. У 1500 році він уклав Гранадський договір з Фердинандом II Арагонським про розподіл Неаполітанського королівства. У 1501 році французькі війська вторглися на територію Неаполя, а іспанський експедиційний корпус висадився в Калабрії. Неаполітанський король Федеріго здався на милість переможців. До 1502 році Південна Італія виявилася розділеною між Францією та Іспанією. У той же час Чезаре Борджіа захопив Романью і Урбіно, створивши централізовану державу в Середній Італії, та вступив у війну з Флоренцією. Проте становище ускладнилося конфліктом між Францією та Іспанією через ряд областей колишнього Неаполітанського королівства (Базиліката, Абруццо). Колишні союзники виявилися в стані війни, успіх в якій супроводжував іспанцям. У серії переконливих перемог (найважливішою, з яких була битва при Гарільяно) іспанська армія під командуванням Гонсало де Кордови в 1503 році розгромила французькі війська і змусила їх залишити територію Південної Італії. Одночасно позиції Франції в Середній Італії були підірвані смертю папи Олександра VI та вступом на престол Юлія II.
Людовик XII був змушений піти на переговори. Згідно з Блуаським миром 1505 року, Франція визнала Неаполітанське королівство володінням Іспанії, але зберегла за собою Ломбардію і Геную. В результаті Південна Італія перейшла під владу іспанського короля, в Північній збереглася гегемонія Франції, а в Середній Італії було відновлено владу папи римського.

## Загострення конфлікту

### Війна Камбрейської ліги (1508—1516)

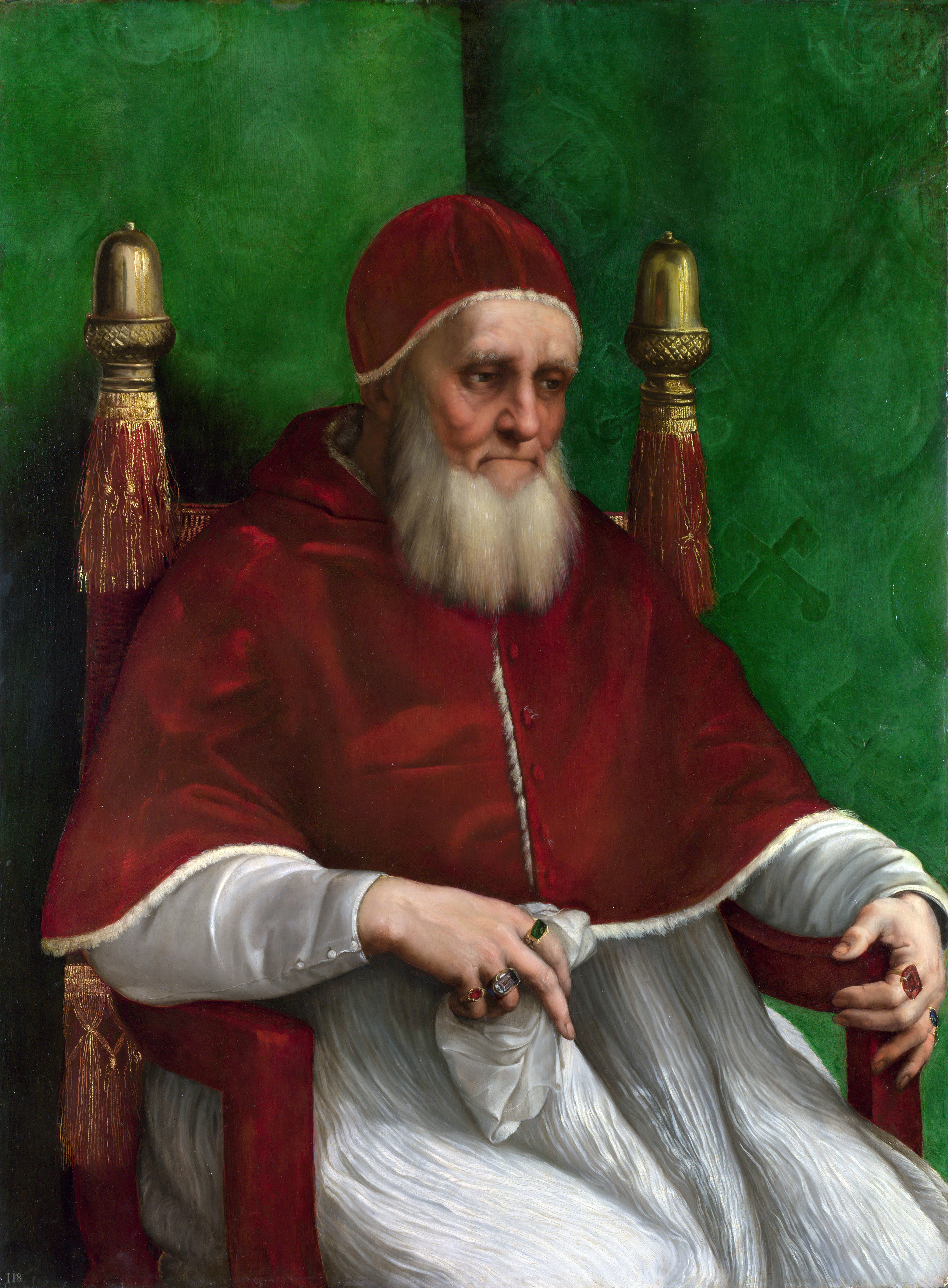
Папа Юлій ІІ

Вступивши на Святий Престол в 1503 році папа Юлій II розгорнув програму створення в Середній Італії сильної Папської держави, яка здатна протистояти іноземним державам. Вигнавши Чезаре Борджіа, Юлій II приєднав його володіння, однак Ріміні і Фаєнца були захоплені Венецією, яка стала головною перешкодою для розширення папської влади в Середній Італії. У той же час загострилися відносини Венеції з імператором Максиміліаном I, який вирішив коронуватися в Римі, але не був пропущений військами республіки. У 1508 році імперська армія спробувала вторгнутися на територію Венеції, але була відбита, а венеційці окупували Рієку і Трієст. Посилення Венеції згуртувало проти неї європейські держави: в 1508 році була сформована антивенеційська Камбрейська ліга, до якої увійшли папа Юлій II, імператор Максиміліан I, король Арагона Фердинанд II і король Франції Людовик XII.
В 1509 році іспанські війська захопили венеційські порти в Апулії, армія папи вторглася у венеційську Романью і зайняла Равенну, Угорщина атакувала Далмацію, а армія Савойї висадилася на Криті. Одночасно війська імператора захопили Роверето і Верону, а французька армія розгромила венеційців в битві при Аньяделло. Венеційська республіка опинилася під загрозою повного знищення. Однак успіхи дипломатії Венеції і розбіжності в стані союзників, які були стурбовані посиленням французького впливу в Північній Італії, переломили ситуацію. Ціною поступки Равенни і Романьї республіка в 1510 році домоглася укладення сепаратного миру з папою, а відмовившись від апулійських портів — з Іспанією. Імперські війська були відбиті. Проте, французи окупували Романью, незважаючи на опір венеційсько-папських загонів.
У 1511 році папі вдалося сформувати новий союз, на цей раз проти Франції. До складу «Священної ліги», організованої Юлієм II, увійшли Венеція, Іспанія, Англія, а трохи пізніше — імператор Максиміліан I. Хоча спочатку успіх був на боці французів, які під командуванням Гастона де Фуа захопили Брешію і розбили іспанців у битві при Равенні, в 1512 році перевага почала схилятися на сторону союзників. У Ломбардію вторглася наймана на папські гроші армія швейцарців, яка зайняла Мілан і відновила на престолі герцога Массіміліано Сфорца, перетворивши Міланське герцогство в протекторат Швейцарії. Папсько-іспанські війська також перейшли в наступ і відбили у французів Парму, П'яченцу і Реджо. Спроби Франції в 1513 році відвоювати Мілан провалилися: в битві при Новарі війська Людовика XII були вщент розбиті швейцарцями.
Невдачі французів змусили Венецію знову піти на зближення з Францією та укласти в 1513 році союз з Людовіком XII. Венеційські війська захопили Фріулі, але зазнали поразки від іспанської армії в битві при Ла-Мотті. На французькому узбережжі висадилися війська англійського короля Генріха VIII, які, здобувши перемогу при Гінгате, зайняли Теруан. На допомогу Франції прийшла Шотландія, проте її армія була розбита англійцями в битві при Флодден-Фільді, а шотландський король Яків IV був убитий. Однак «Священна ліга» незабаром почала розвалюватися. Генріх VIII в 1514 році уклав сепаратний мир з Францією, а смерть Юлія II в 1513 році залишила союзників без лідера. Новий папа Лев X не відрізнявся войовничістю і схилявся до примирення з Францією.
У 1515 році французька армія під командуванням нового короля Франції Франциска I вторглася до Італії і, спираючись на союз з Венецією, в битві при Маріньяно розгромила швейцарські війська. Незабаром французи увійшли в Мілан. На зустрічі Франциска I і папи Лева X в Болоньї було погоджено припинення військових дій між двома державами, причому Парма і П'яченца повинні були відійти до Франції. За Нуайонським договором 1516 року папа і король Іспанії Карл I визнали права французького короля на Ломбардію в обмін на його відмову від претензій на Неаполь. Війна завершилася в 1517 році укладенням миру між Венецією та імператором, відповідно до якого республіка втрачала Роверето, але зберігала Кремону. Таким чином Північна Італія виявилася поділеної між Францією і Венецією.

### Перша війна Франциска I і Карла V (1521—1526)

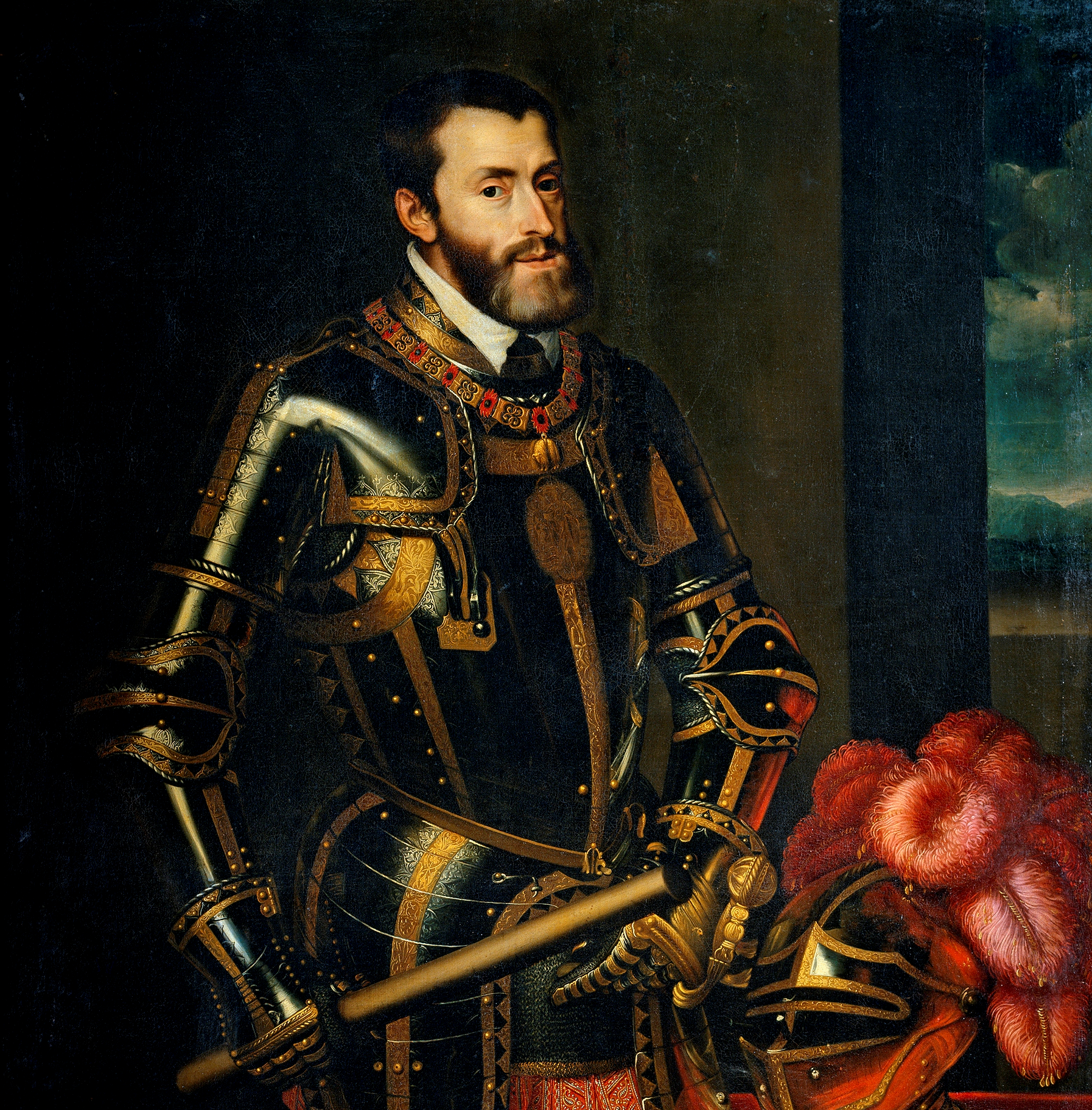
Карл V, імператор Священної Римської імперії та король Іспанії

Новий етап в Італійських війнах почався в 1519 році з сходженням іспанського короля Карла I на престол Священної Римської імперії під ім'ям Карла V. Під його владою були об'єднані величезні володіння в Європі: Німеччина, Нідерланди, Іспанія, Сицилія, Неаполь, що дозволило також висунути претензії на Мілан і Бургундію. У 1521 році військові дії в Італії поновилися. Іспано-імперська армія несподівано атакувала Ломбардію і захопила Мілан. Французькі війська були розбиті в битві біля Бікокки. Папа знову зайняв Парму і П'яченцу. У 1522 році іспанська армія окупувала Геную. У наступному році Венеція уклала сепаратний мир з союзниками, а англійські війська атакували Пікардію. До кінця 1524 французькі війська були повністю витіснені з Італії, а іспанський флот обложив Марсель.
У 1525 році нова велика французька армія під командуванням самого короля Франциска I перейшла через Альпи, прагнучи повернути під владу Франції Ломбардію. Однак в битві при Павії французькі війська були вщент розбиті іспанцями, а Франциск I потрапив в полон. Перебуваючи в іспанському полоні, король Франції був змушений в 1526 році підписати Мадридський договір, відповідно до якого він відмовився від усіх претензій на Італію та передав Іспанії колишні володіння Бургундського дому — Бургундію, Артуа і Фландрію.

### Війна Коньякської ліги (1526—1530)
Після звільнення Франциска I з іспанського полону, він оголосив про недійсність умов Мадридського договору. Йому вдалося залучити на свою сторону папу Климента VII, незадоволеного встановленням гегемонії Іспанії в Італії. В результаті, в 1526 році була сформована антиіспанська Коньякська ліга, до якої увійшли Франція, Папська держава, Венеція, Флоренція і Франческо II Сфорца, герцог Міланський. Однак французький король не поспішав направити свої війська в Італію. Хоча папсько-венеційські війська відбили у іспанців Лоді, звільнити Ломбардію їм не вдалося. У той же час імператор Карл V зібрав нову армію ландскнехтів, яка рушила в Середню Італію. Роздратовані відсутністю зарплати, ландскнехти 4 травня 1527 року штурмом взяли Рим і піддали місто розграбуванню. Взяття Риму справило шок в Європі. Папа був заточений в замку Святого Ангела, престиж папства різко впав. У Флоренції спалахнуло антипапське повстання, яке вигнало Медічі і відновило республіку. Проте Франциску I вдалося дещо зміцнити Коньякську лігу, приєднавши до неї короля Англії.

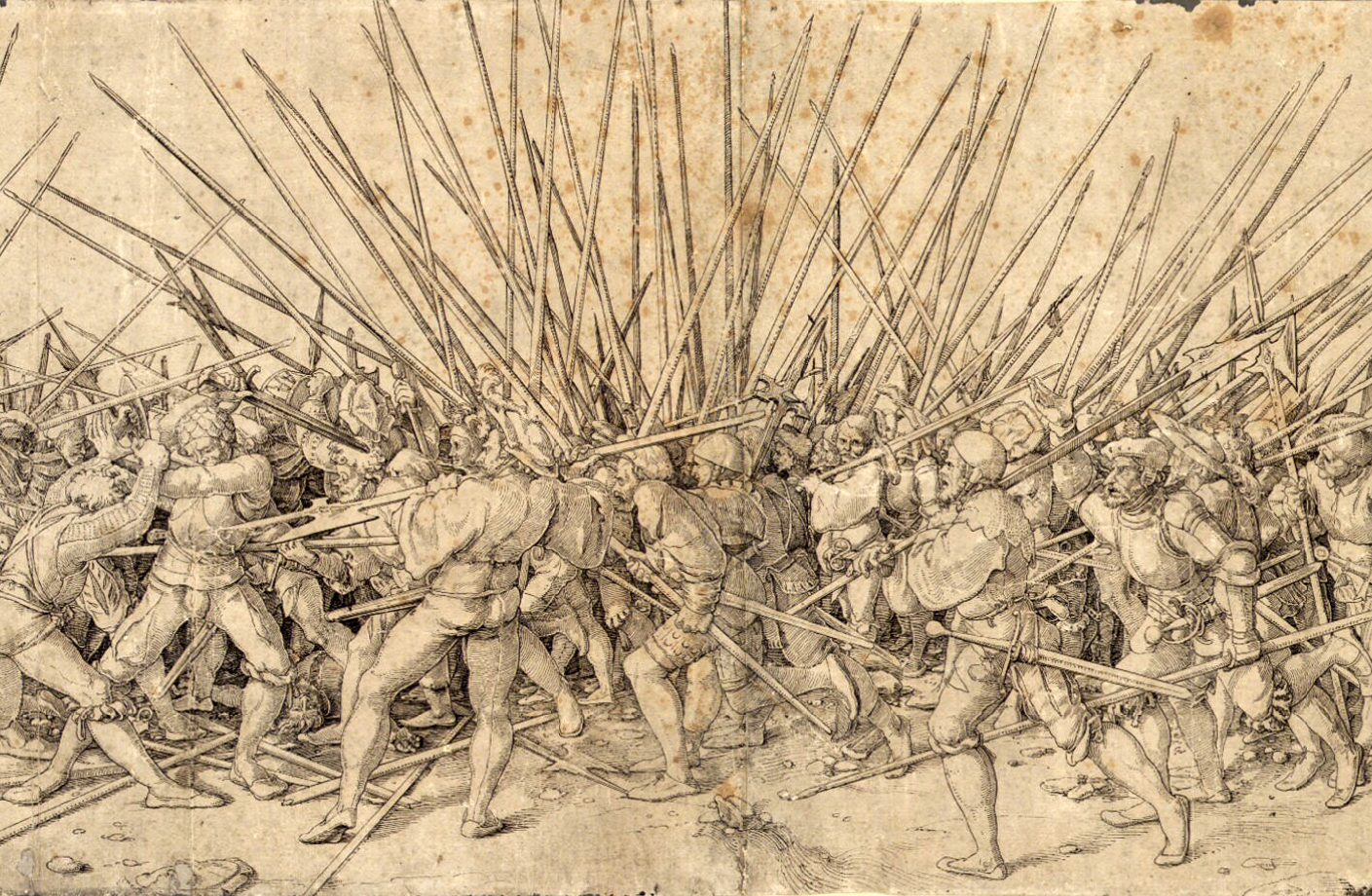
Гравюра Ганса Гольбейна, яка зображує звалище пікінерів (початок XVI ст.)

У 1528 році французькі війська знову вступили в Італію. Вони з боями прорвалися на південь і взяли в облогу Неаполь. Однак у французькому таборі почалася чума, яка забрала більше половини солдатів і командирів, в битві при Ландріано іспанські війська здобули перемогу, а в Генуї розгорівся антифранцузький заколот на чолі з Андреа Доріа, який передав генуезький флот Іспанії та змусив капітулювати французький гарнізон в Савоні. Франциск I був змушений вивести війська з Італії. Незабаром між Францією і Карлом V був укладений Камбрейський мир, який передбачав перехід Артуа, Фландрії і Турне під владу Іспанії і закріплюваа іспанську гегемонію в Італії. Натомість імператор відмовився від претензій на Бургундію. Папа римський також припинив опір в обмін на обіцянку Карла V відновити владу Медічі у Флоренції, а в 1530 році Климент VII коронував Карла імператорською короною в Болоньї. Військові дії продовжила лише Флоренція, але після героїчної оборони в 1530 році вона була змушена капітулювати. Флорентійська республіка була скасована, а в 1532 році Алессандро Медічі був проголошений герцогом Флоренції.

## Завершення Італійських воєн

### Третя війна Франциска I і Карла V (1536—1538)
Взяття Риму в 1527 році, успіхи Реформації в Німеччині і розрив з католицтвом англійського короля Генріха VIII сильно підірвали позиції папи римського. Він виявився в повному підпорядкуванні в імператора і більше не брав активної участі в Італійських війнах. Починаючи з 1530-х років конфлікт набув характеру боротьби між іспанськими Габсбургами та французькими Валуа за гегемонію в Європі. Новий привід для військового зіткнення виник зі смертю міланського герцога Франческо II Сфорца в 1535 році. Карл V негайно оголосив Ломбардію володінням іспанської корони. Проти цього виступив Франциск I, який пред'явив відповідні претензії на Мілан і Савойю. У 1536 році французькі війська захопили Турин і окупували все Савойське герцогство, однак до Мілана їм дійти не вдалося. У відповідь Карл V атакував Прованс і взяв в облогу Марсель. Оскільки іспанці не змогли захопити сильно укріплений Авіньйон, їх просування вглиб французької території зупинилося. У 1538 році Франція і імператор уклали Ніццьке перемир'я на 10 років, зберігши гегемонію Іспанії в Італії, але передавши П'ємонт під владу Франциска I.

### Четверта війна Франциска I і Карла V (1542—1546)
Ніццьке перемир'я виявилось недовговічним. У 1541 році іспанські солдати вбили двох французів в Павії. У відповідь Франциск I в 1542 році відновив війну, захопивши Люксембург і Руссільйон, що належали іспанському королю. Одночасно Франція уклала союз з Сулейманом I, султаном Османської імперії, яка загрожувала Габсбургам зі сходу. У 1543 році об'єднаний франко-турецький флот захопив Ніццу, а в наступному році війська Франциска I завдали поразки іспанцям в битві при Черезоле. Однак вибити іспанців з Ломбардії знову не вдалося. Більш того, на бік Карла V перейшов англійський король Генріх VIII. Англійські війська висадилися в північній Франції і захопили Булонь, а армія імператора, зайнявши Суассон, почала наступ на Париж. Проте розбіжності між англійцями і імперцями, а також серія анти-іспанських повстань в Італії (в Генуї і Сієні) і безперервні атаки турецького флоту змусили Карла V піти на переговори з Францією. Згідно з миром у Крепі 1544 року, статус-кво в Італії було відновлено, хоча Англія продовжувала утримувати Булонь.

### Остання Італійська війна (1551—1559)
Після смерті короля Франциска I в 1547 році на французький престол зійшов його син Генріх II, який продовжив антигабсбургську політику свого батька. Йому вдалося в 1548 році приєднати до Франції маркізат Салуццо в П'ємонті і зблизитися з папою Юлієм III, який був незадоволеним позицією імператора на Тридентському соборі. У 1551 році Генріх II оголосив війну Карлу V і вторгся в Лотарингію. Французькі війська окупували практично всю Лотарингію до Рейну. В 1553 році армія Генріха II рушила до Італії і атакувала Флорентійське герцогство. Однак в битві при Марчіано французи зазнали поразки, а в 1554 році капітулював обложений іспанцями французький гарнізон в Сієні. У 1556 році Карл V зрікся іспанського престолу на користь свого сина Філіпа II і від титулу імператора на користь молодшого брата Фердинанда I.
Тим часом, французькі війська під командуванням Франсуа де Гіза вступили в Південну Італію і зайняли Неаполь. Однак на північному театрі бойових дій Франція зазнала поразки: в 1557 році іспанська армія, підтримана англійським експедиційним корпусом, вщент розбила французькі війська в битві при Сен-Кантене. Франсуа де Гіз був змушений відвести війська з Італії. Хоча в подальшому дії французів були досить успішними: в 1558 році впав Кале, який перебував під владою Англії більше двох століть, а незабаром французькі війська вступили на територію Іспанських Нідерландів, в 1559 році загальне виснаження сторін змусило піти на мирні переговори.
Згідно з Като-Камбрезьким мирним договором, укладеним між Францією, Англією та Іспанією в 1559 році, Франція відмовилася від усіх претензій на Італію, утримавши за собою лише Салуццо. П'ємонт і Савойя були повернуті герцогу Савойському, Мілан і Неаполітанське королівство були визнані володіннями Іспанії. Натомість Франція зберегла за собою Кале, а також три лотарінгських єпископства: Мец, Туль і Верден. Іспанія зберегла Франш-Конте і Нідерланди.

## Результат
Като-Камбрезький мир завершив Італійські війни. Головним їх результатом стало утвердження іспанської гегемонії в Італії і перетворення Іспанії в провідну державу Європи. Франція була змушена задовольнитися приєднанням невеликих територій, а релігійні війни надовго послабили країну. В ході воєн сильно постраждало господарство Італії. Закріплення іспанської влади і феодальної роздробленості в умовах руйнування країни призвело до падіння значення італійських держав в європейській політиці і зміщенню Італії на периферію історичного розвитку Європи. З іншого боку, повернувшись з Італії, французькі та німецькі солдати і офіцери принесли в свої країни ідеали Ренесансу і гуманізму, що слугувало поштовхом до бурхливого розвитку культури Відродження на північ від Альп.